# 백광흠
백광흠(白光欽, 1895년 5월 11일~1927년 12월 13일)은 한국의 독립운동가이다. 경상남도 동래군 출신이다.

## 생애
1895년 경상남도 동래군 동래면 복천동에서 태어났다. 1909년 박중화(朴重華), 신백우(申伯雨), 안희제(安熙濟), 남형우(南亨祐) 등 동지 80여 명과 함께 신민회 계열의 비밀결사인 대동청년단을 결성하여 독립운동을 전개하였다. 1914년 사립동명학교(현 동래고등학교)를 졸업한 후 청년운동, 노동운동, 사회주의운동에 참여하였다.
1921년 무렵 조희수(趙熙守), 윤필균(尹必均), 이환(李環) 등과 동래청년구락부에서 활동하였다. 사립동명학교 선후배를 중심으로 결성된 이 단체는 순회 초청 강연을 하거나 동래군의 각 면에 강연자를 파견하는 등의 문화 운동을 전개하였다. 1922년 동래청년구락부가 동래청년회로 전환되자 1923년 백광흠은 집행위원장과 마산노동동우회 집행위원을 맡았으며, 1924년 동래청년동맹의 결성에 참여하는 등 동래 지역을 중심으로 사회운동에 앞장섰다. 1926년 조선공산당 사건으로 검거되기까지 『조선일보』 동래지국장과 부산지국장을 맡고 있었다.
노동운동과 관련하여 1922년(또는 1923년) 조선노동공제회의 상무간사로 활동하였으며, 1922년 10월 18일 인쇄직공친목회, 노우회, 이발조합, 전차종업원회, 양복직공조합, 조선노동공제회를 비롯한 진주노동공제회, 대구노동공제회, 안동노동공제회, 감포노동공제회, 반도 직공조합 둥 10여 개의 노동단체를 연합하여 창립한 조선노동연맹회의 중앙집행위원으로 선출되었다. 또한 1924년 결성된 조선노농총동맹의 집행위원 및 마산노농동우회와 삼산노농연합회의 집행위원을 지냈다.
동시에 사회주의 운동과 관련하여 1922년 1월 윤덕병(尹德炳), 김한(金翰), 신백우, 원우관(元友觀), 이혁로(李爀魯), 이준태(李準泰), 김달현(金達鉉), 김태환(金泰煥) 등과 무산자동지회를 결성하고 중앙집행위원이 되었다. 무산자동지회는 사회주의 사상단체로 같은 해 3월 신인동맹회와 합쳐 무산자동맹회가 되었다. 백광흠은 전국적으로 사회주의 사상 강연에서 강사로 활동하였다. 1924년 2월 화요파의 청년단체인 신흥청년동맹의 결성에 참여하였고, 1925년 3월 경남 지역의 사상단체인 동인회를 발기하였으며, 1925년 4월 서울에서 창립된 조선공산당에 가입하였다.
1926년 6·10 만세 운동으로 2차 조선공산당의 조직이 드러나면서 책임비서 강달영을 비롯한 당원 176명이 검거되었으며, 이때 백광흠도 체포되어 1년 반동안의 예심 끝에 1927년 9월 공판이 시작되었는데, 잔학한 고문에 백광흠은 폐결핵과 늑막염, 정신이상 등으로 건강이 이미 크게 손상된 상태였다. 일제 경찰이 혐의를 입증하지 못했기 때문에 석방을 요구했으나 받아들여지지 않았다. 1927년 10월 병보석으로 석방되었다.
동래 칠산동에 있는 친구의 집에서 가료하였으나 회복하지 못하고 1927년 12월 사망하였다. 동래청년회 등 7개 단체가 단체장으로 장례를 치르려 하였으나, 일제는 허락하지 않았다. 이후 부산, 창원, 벌교, 단천, 강화, 양양, 동경 등 각지에서 추도회를 개최하려 하였으나 대부분이 금지되었다.

## 사후
- 대한민국 정부는 1963년 대통령 표창, 1990년 건국훈장 애족장을 추서하였다.

## 참고자료
- 한민족독립운동사, '국사편찬위원회 한국사데이터베이스'